# ورنك إفريقي
ورنك أفريقي (الاسم العلمي:Raja africana) (بالإنجليزية: African ray)‏ هو نوع من الأسماك يتبع جنس الورنك من الفصيلة الورنكية.